# Benin City
Benin City város Nigéria déli részén, Edo szövetségi állam székhelye. Lagostól közúton kb. 330 km-re K-re fekszik. 
Gazdaságában meghatározó a gumiipar, fa- és vegyipar, pálmaolaj-termelés. Fejlett a kézművesipara (fa-, elefántcsont).
Kulturális központ az ország egyik legjobb felsőoktatási intézményeivel, például a University of Benin (Benini Egyetem), Ambrose Alli University (Ambrose Alli Egyetem), University Aydahoza Benson (Benson Idahosa Egyetem), Igbinedion University (Igbinedion Egyetem). 
A 10. században alapított város a Benini Királyság fővárosa volt, amelynek területe nyugati irányban magába foglalta a mai Benint, keletre pedig a Niger folyóig terjedt.

## Népessége
| 2021 | 1 780 000 |

## Fordítás
Ez a szócikk részben vagy egészben  a   Benin City című angol Wikipédia-szócikk fordításán alapul.  Az eredeti cikk szerkesztőit annak laptörténete sorolja fel. Ez a jelzés csupán a megfogalmazás eredetét és a szerzői jogokat jelzi, nem szolgál a cikkben szereplő információk forrásmegjelöléseként.